# Paranormal operator
Inom matematiken är paranormala operatorer en generalisering av normala operatorer. En begränsad linjär operator T på ett komplext Hilbertrum H säges vara paranormalt om
{\displaystyle \|T^{2}x\|\geq \|Tx\|^{2}\,}
gäller för varje enhetsvektor x i H.
Paranormala operatorer introducerades av V. Istratescu på 1960-talet.
Varje hyponormal operator (speciellt subnormal, kvasinormal eller normal operator) är paranormal. Om T är paranormal är också Tn  paranormal. Å andra sidan gav Paul Halmos ett exempel på en hyponormal operator T så att T2 inte är hyponormal. Ur detta följer att en paranormal operator inte nödvändigtvis är hyponormal.
En kompakt paranormal operator är normal.